# Iterbij
Iterbij je kemijski element atomskog (rednog) broja 70 i atomske mase 173,04(3). U periodnom sustavu elemenata predstavlja ga simbol Yb.
Iterbij je 1878. godine otkrio Jean de Marignac (Francuska). Ime je dobio po švedskom selu Ytterby gdje je nalazište gadolinita iz kojeg je prvi put izdvojen. To je mekani, srebrno bijeli metal. Sporo oksidira na suhom zraku. Sporo reagira s vodom ali se dobro otapa u razrijeđenim mineralnim kiselinama. Prah je zapaljiv.